# Heteromunia pectoralis
La munia pettorale o donacola petto bianco (Heteromunia pectoralis Gould, 1841) è un uccello passeriforme appartenente alla famiglia degli Estrildidi.

## Tassonomia
Questa specie è stata a lungo considerata come esponente del genere Lonchura, nell'ambito del quale è stata spesso posta in un sottogenere monotipico a sé stante (per l'appunto Heteromunia) e considerato come intermedio fra le munie e i diamanti australiani ed asiatici in virtù di alcuni adattamenti fisici e comportamentali rispetto agli altri membri del genere (ottenuti però grazie a fenomeni di evoluzione convergente piuttosto che per una presunta maggiore o minore parentela con altre linee filetiche), che rendono questo uccello simile per molti aspetti ai diamanti del genere Poephila; in seguito, in base proprio a queste differenze ed al differente pattern dei disegni sul palato dei nidiacei, si è optato per la separazione di questa specie dal genere Lonchura e l'elevazione del sottogenere Heteromunia a genere a sé stante.

## Distribuzione edhabitat
Questa specie è diffusa lungo la fascia costiera dell'Australia settentrionale, dalla regione di Kimberley alla porzione centro-occidentale della penisola di Capo York.
L'habitat d'elezione di questi uccelli è rappresentato dalle aree secche ed aperte a copertura erbosa o con presenza sparsa di cespugli, principalmente gli spinifex (Triodia spp.) ed alberi (soprattutto acacie).

## Descrizione

### Dimensioni
Misura circa 11–12 cm di lunghezza, coda compresa, per un peso di circa 16 g.

### Aspetto
L'aspetto è robusto e slanciato, col forte becco conico tipico delle munie.

La colorazione è bruno-grigiastra su vertice, nuca, dorso ed ali, con tendenza a schiarirsi dal collo in su: il petto è bianco con caratteristiche screziature nere, il ventre è bianco-grigiastro, i fianchi sono di un caldo color nocciola così come dello stesso colore sono il codione, la coda ed una banda che parte dalla fronte e proseguendo attraverso tempie, guance e gola va a delimitare una mascherina nera che ricopre tutta la faccia e la gola. Gli occhi sono di colore bruno scuro, le zampe sono di color carnicino, il becco è grigio argenteo.
L'aspetto complessivo è piuttosto simile a quello della donacola pettocastano, la quale tuttavia presenta petto per l'appunto di colore castano e bande nere sui fianchi, assenti nella munia pettorale.

## Biologia
Si tratta di uccelli diurni, che durante il giorno si muovono principalmente al suolo o fra gli steli d'erba alla ricerca di cibo, formando stormi di medie dimensioni (fino a 20 individui) che possono mescolarsi senza problemi a gruppi di altre specie simili, come i diamanti del genere Poephila, il diamante di Gould ed il diamante mandarino. Si tratta di uccelli seminomadi, che quando le risorse del luogo cominciano a scarseggiare compiono spostamenti anche di una certa entità in cerca di cibo ed acqua: questo comportamento ha fatto sì che in passato la specie fosse ritenuta meno comune di quanto fosse in realtà, in quanto ricerche sul campo condotte nello stesso luogo a distanza di tempo spesso contavano pochi uccelli o addirittura nessuno rispetto a quelli censiti tempo prima, dimodoché essa è stata categorizzata come prossima alla minaccia dallo IUCN fino al 1994.

### Alimentazione
La munia pettorale è un uccello essenzialmente granivoro, che si nutre di qualsiasi tipo di piccolo seme il cui involucro possa essere spezzato dal forte becco; questa dieta può essere integrata con frutti, bacche e germogli, e soprattutto durante il periodo riproduttivo con piccoli insetti e larve.

### Riproduzione
Il periodo riproduttivo non è fisso ma legato alle precipitazioni locali, sicché con condizioni climatiche favorevoli questo uccello è in grado di riprodursi praticamente durante tutto l'anno.
Il nido ha forma sferica e viene edificato da ambedue i partner nel folto dei cespugli o fra l'erba alta a circa un metro dal suolo, utilizzando steli d'erba ed altro materiale fibroso di origine vegetale: al suo interno vengono deposte 4-6 uova bianche che ambedue i genitori provvedono a covare (alternandosi alla cova durante il giorno e dormendo assieme nel nido durante la notte) per circa due settimane, al termine delle quali nascono i pulli, che inizialmente sono ciechi ed implumi. Essi vengono imbeccati da ambedue i genitori per circa tre settimane, al termine delle quali sono pronti per l'involo, sebbene tendano a rimanere nei pressi del nido fino al mese e mezzo di vita. La colorazione adulta viene raggiunta attorno ai nove mesi di vita, tuttavia i giovani sono maturi sessualmente già attorno ai due mesi dalla schiusa.
La speranza di vita di questi uccelli si aggira attorno ai 7-8 anni.